# Wüstensteinschmätzer

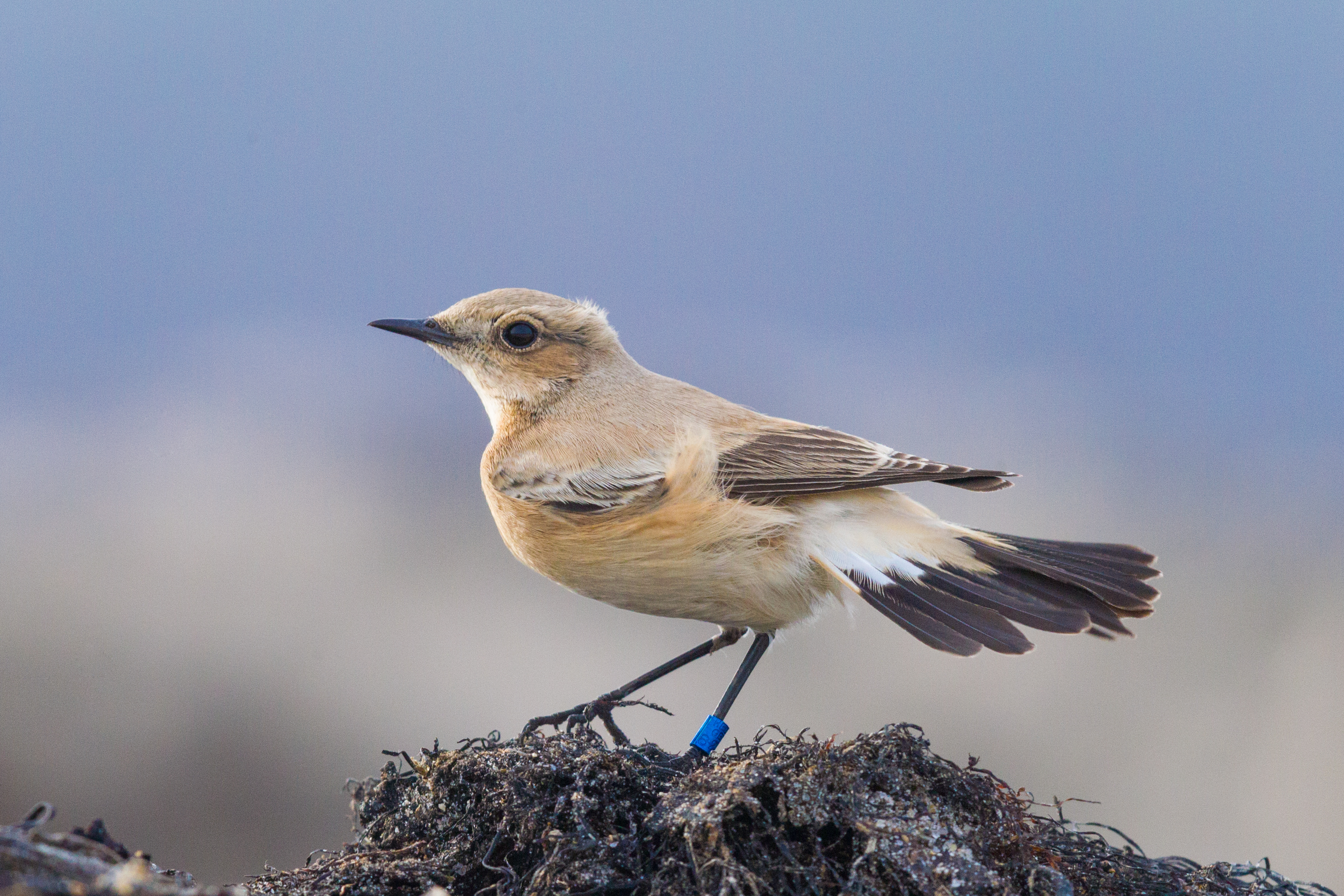
Weibchen

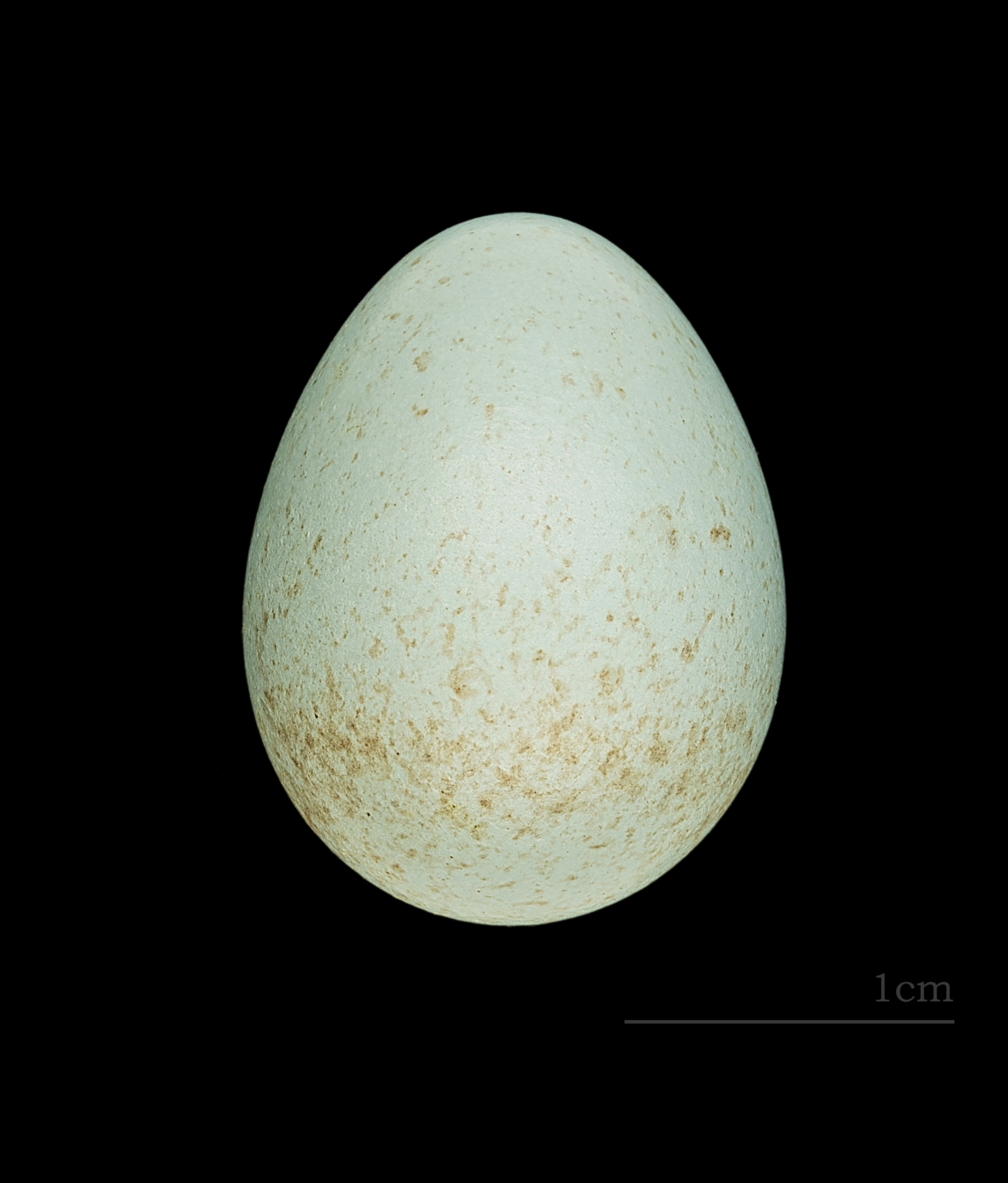
Ei der Unterart Oenanthe deserti homochroa

Der Wüstensteinschmätzer (Oenanthe deserti) ist ein Vogel aus der Familie Fliegenschnäpper (Muscicapidae).

## Beschreibung
Er ist gekennzeichnet durch seine grauschwarzen Schwingen, den hellen Flügelbug und die beim Weibchen weißen Säume der Flügeldecken. Der Schwanz ist fast vollkommen schwarz; der Bürzel ist weiß. Das Männchen weist im Prachtkleid eine schwarze Kehle auf, während diese beim Weibchen blass-braun ist. Der Wüstensteinschmätzer erreicht eine Länge von 14–16 cm.

## Verbreitung und Lebensraum

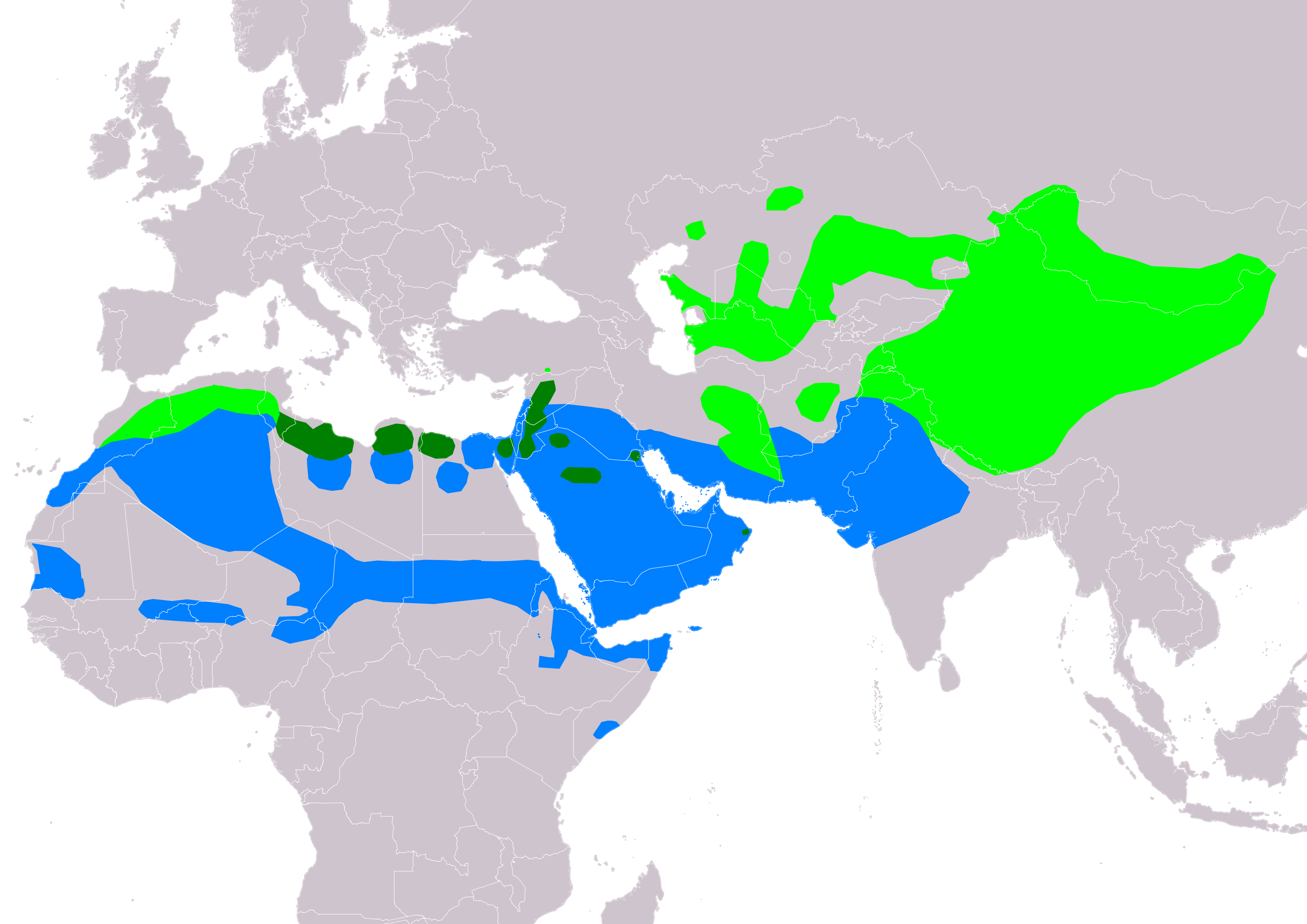
Verbreitung des Wüsten-Steinschmätzers:
Brutgebiete
Ganzjähriges Vorkommen
Überwinterungsgebiete

Der Wüstensteinschmätzer kommt im Norden Afrikas, im Nahen Osten und in Zentralasien vor. Er bevorzugt die flachen, offenen und trockenen Flächen der Wüsten und Halbwüsten. Der Nestbau erfolgt in Felsspalten oder in Höhlen im Boden. In Mitteleuropa ist die Art ein seltener Irrgast.